# Demetrio Albertini
Pour les articles homonymes, voir Albertini.
Demetrio Albertini est un footballeur international italien né le 23 août 1971 à Besana in Brianza en Lombardie. Il est considéré comme une légende du Milan AC.

## Biographie
Albertini a commencé sa carrière en Série A avec le Milan AC avec lequel il a remporté de nombreux trophées, notamment cinq titres de champion d’Italie en 1992, 1993, 1994, 1996, 1999, et un titre en Ligue des champions en 1994. Il a également participé à la finale de la Ligue des champions 1993 perdue contre l'Olympique de Marseille (1-0).
Albertini a également connu une brillante carrière internationale avec la Squadra Azzurra. Elle a commencé en décembre 1991. Il a joué 79 fois dans l’équipe d’Italie et a notamment participé aux Coupes du monde 1994 et 1998. Ainsi qu'aux Euros 1996 et 2000. En 1992, il fait partie de l'équipe qui a remporté le Championnat d'Europe de football espoirs 1992. 
Demetrio Albertini a terminé sa carrière avec le FC Barcelone qu'il a rejoint en janvier 2005, ce qui, même s'il n'a que rarement joué sous le maillot blaugrana, lui a permis d'ajouter un titre de champion d'Espagne à son palmarès. Sans club depuis l'été 2005, il a annoncé sa retraite sportive en décembre de cette même année.

## Carrière
- 1988-2002 : Milan AC ( Italie)
  - 1990-1991 : Calcio Padova ( Italie) (prêt)
- 2002-2003 : Atlético de Madrid ( Espagne)
- 2003-2004 : Lazio Rome ( Italie)
- 2004-2005 : Atalanta Bergame ( Italie)
- 2005-2005 : FC Barcelone ( Espagne)[2]

## Palmarès

### en club

#### Milan AC
- vainqueur de la Ligue des champions en 1994
- 5 titres de champion d'Italie en 1992, 1993, 1994, 1996 et 1999
- vainqueur de la Supercoupe d'Italie en 1992, 1993 et en 1994
- vainqueur de la Supercoupe de l'UEFA en 1994 et en 1989
- finaliste de la Ligue des champions en 1993 et en 1995
- finaliste de la Supercoupe de l'UEFA en 1993

#### FC Barcelone
1 titre de Championnat d'Espagne en 2005

### en sélection nationale
- Finaliste de la Coupe du monde de football avec l’équipe d'Italie en 1994
- Finaliste du Championnat d'Europe de football avec l’équipe d'Italie en 2000

### Buts en sélection
| Buts en sélection de Demetrio Albertini | Buts en sélection de Demetrio Albertini | Buts en sélection de Demetrio Albertini | Buts en sélection de Demetrio Albertini | Buts en sélection de Demetrio Albertini | Buts en sélection de Demetrio Albertini |
| #                                       | Date                                    | Lieu                                    | Adversaire                              | Résultats                               | Compétitions                            |
| --------------------------------------- | --------------------------------------- | --------------------------------------- | --------------------------------------- | --------------------------------------- | --------------------------------------- |
| 1                                       | 25 mars 1995                            | Salerne                                 | Estonie                                 | 4-1                                     | Éliminatoires Euro 1996                 |
| 2                                       | 8 octobre 1995                          | Split                                   | Croatie                                 | 1-1                                     | Éliminatoires Euro 1996                 |